# Borsippa

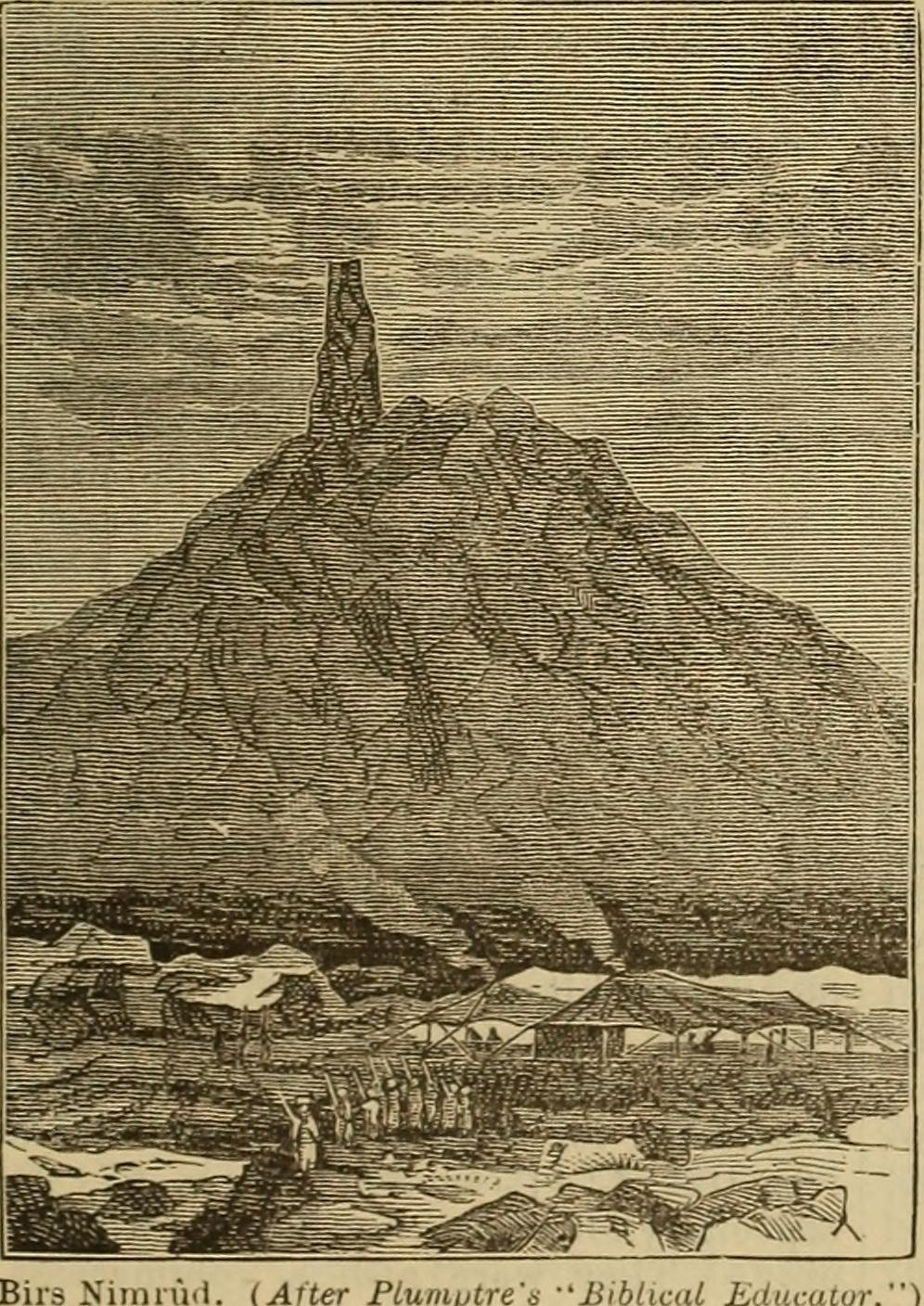
Birs Nimrûd en A dictionary of the Bible (1887)

Borsippa fue una importante ciudad de la antigua Mesopotamia, que se levantó en las orillas de un lago a unos 18 km al suroeste de Babilonia, en la ribera oriental del Éufrates (hoy en la gobernación de Babilonia, Irak). Su denominación actual es Birs Nimrud. Fue la ciudad del dios de la sabiduría de la mitología babilonia, Nabu, y de su pareja, Tashmêtum.
Borsippa se menciona, normalmente, en conexión con Babilonia, en diferentes textos datados desde la III Dinastía de Ur hasta el periodo seléucida e incluso en textos islámicos primitivos. Sin embargo es durante el periodo paleo-babilonio (primera mitad del segundo milenio a. C.) cuando toma relevancia, convirtiéndose en un centro importante del reino de Babilonia, de la cual depende desde antiguo, no ostentando en ningún momento un poder autónomo. Sabemos que Hammurabi restauró en ella el Ezida, el templo principal de la ciudad.
Borsippa, sin embargo, es más conocida tanto histórica como arqueológicamente en el primer milenio a. C. Si bien sufre los azares políticos de su tiempo (exacciones de los arameos y de los caldeos, invasiones asirias, revueltas, etc.), cobra sin embargo importancia gracias a su divinidad titular, Nabu (llamado «hijo de Marduk», deidad tutelar de Babilonia) uno de los dioses más venerados del periodo, en particular por los reyes asirios y babilonios. Se convierte en una ciudad santa, importante lugar de peregrinaje. El Ezida y su zigurat, el Eureminanki, son restaurados por los reyes caldeos de Babilonia Nabopolassar y su hijo Nabucodonosor II, los cuales llevan significativamente nombres teóforos invocando a Nabu.

## Yacimiento arqueológico
Si bien este relato es conocido desde antiguo, las primeras excavaciones en Borsippa se llevaron a cabo entre 1852 y 1854 por un equipo dirigido por Jules Oppert. Henry Rawlinson identificó la ciudad en 1855. Hormuzd Rassam estuvo en ella entre 1879 y 1882, haciéndola objeto de excavaciones clandestinas. Como consecuencia de éstas, muchas tablillas cuneiformes con textos legales, administrativos y astronómicos originarios de Borsippa han sido recuperadas en el mercado negro. Robert Koldewey la excavó brevemente en 1902 y delimitó el perímetro de su área sagrada. Sin embargo no fue hasta comienzos de los años 1980 cuando un equipo de arqueólogos austriacos de la Universidad Leopold-Franzens de Innsbruck dirigidos por E. Trenkwalder, regresaron al yacimiento, excavándolo de una forma más científica.
En el yacimiento destacan las impresionantes ruinas del zigurat. Una inscripción de Nabucodonosor II, relata cómo este monarca restauró el templo de Nabu, «el templo de las siete esferas», con «ladrillos de lapislázuli», lo que con toda seguridad dio a éste un aspecto memorable. Los arqueólogos austriacos han determinado que el zigurat mandado construir por Nabucodonosor se levantó utilizando los restos de una torre de menor altura del segundo milenio a. C.. Una vez finalizado, alcanzaba los 231 pies (unos 63 metros) y tenía siete terrazas; aún hoy sus restos se elevan 172 pies (47 metros) sobre la planicie circundante. Una piedra fundacional inscrita descubierta en su excavación, detalla el deseo de Nabucodonosor de hacer construir el zigurat de Borsippa según el mismo diseño que el de Babilonia, del que solamente se han conservado los cimientos. El monarca declaraba que la torre de Nabu «alcanzaría los cielos», según otra inscripción de este mismo monarca, expresión que hizo creer erróneamente a los arqueólogos durante algún tiempo que estaban ante los restos de la Torre de Babel mencionada en el Antiguo Testamento.
Después de la caída del reino babilonio en 539 a. C. y la constitución del Imperio persa aqueménida, Borsippa continuó siendo una ciudad de importancia. Los archivos administrativos finalizan después de la represión de la revuelta que tuvo lugar bajo el reinado de Jerjes I, si bien los del templo abarcan hasta el periodo seléucida. Estrabón visitó la ciudad a finales del siglo I a. C., mencionando la existencia de culto a Apolo (Nabu) y a Artemisa (Tashmêtum), así como la presencia de numerosos murciélagos en la ciudad. La inscripción más reciente conocida descubierta en Borsippa data del siglo IV. En consecuencia, la ciudad debió ser abandonada por sus habitantes hacia mediados del primero milenio de nuestra era.